# Leire Arbea Moreno
Leire Arbea Moreno (Pamplona, 7 de enero de 1976) es una médico oncóloga española de la Clínica Universidad de Navarra y profesora asociada de la Universidad de Navarra. Premio mejor práctica docente de la Cátedra de Educación Médica de Lilly - Universidad Complutense de Madrid.

## Biografía

### Formación universitaria
Realizó la licenciatura y el doctorado en la facultad de Medicina de la Universidad de Navarra. En este centro docente imparte clase, compatibilizando la docencia con la investigación en oncología en la Clínica Universidad de Navarra. 

### Áreas de investigación
El proyecto premiado por la Cátedra de Educación Médica de Lilly se denomina Identidad Médica. Su objetivo principal es concienciar a los alumnos de medicina sobre la identidad médica humana: tener compasión, comunicarse adecuadamente, ser empático con el paciente. El proyecto reproduce una planta de un hospital, en la que se incluyen diversos pacientes simulados junto con escenarios diseñados para que los alumnos reflexionen sobre el compromiso con el paciente. El proyecto ha contado con la colaboración tanto de médicos, como de personal de enfermería especializado.
La candidatura de este proyecto al certamen ha sido presentado por los propios alumnos.
Otras áreas de interés están centradas en el tratamiento de tumores gastrointestinales, desde un punto de vista multidisciplinar, junto con los marcadores moleculares predictores de respuesta y pronósticos de supervivencia. Colabora con la Asociación Española contra el Cáncer (AECC).

### Vida personal
Está casada y tiene cuatro hijos.

### Premios
- Premio mejor práctica docente de la Cátedra de Educación Médica de Lilly - Universidad Complutense de Madrid.[8]